# Église Sainte-Lheurine de Sainte-Lheurine
L'église Sainte-Lheurine est une église de Sainte-Lheurine en Saintonge, dans le département français de la Charente-Maritime en région Nouvelle-Aquitaine.

## Historique
L'église de Sainte-Colombe fut construite en style roman au XIIe siècle.
Elle fait l'objet d'un classement au titre des monuments historiques depuis le 4 septembre 1913.

## Architecture
L'église Sainte-Lheurine s'apparente à celle de Saint-Martin d'Arthenac : en effet, elle présente une façade asymétrique due à un agrandissement latéral de l'édifice caractéristique du XVe au début du XVIe siècle. Le monument, de dimensions imposantes, est situé sur une colline et domine la plaine du Né et du Trèfle.
Seul le mur sud conserve des éléments romans, notamment des fenêtres étroites en plein cintre. Le clocher carré à niveau unique porte que chaque face à deux fenêtres jumelées, séparées par un pilastre à nervures. À l'intérieur, la nef est voûtée sur croisée d'ogives du XVe siècle tandis que le carré du clocher et le chevet ont été voûtés au XIXe siècle. 
La nef et le carré sont séparés par un arc Renaissance. Une main, peut-être d'origine médiévale, est gravée sur le mur sud de la nef. La cloche date de 1753.

## Galerie

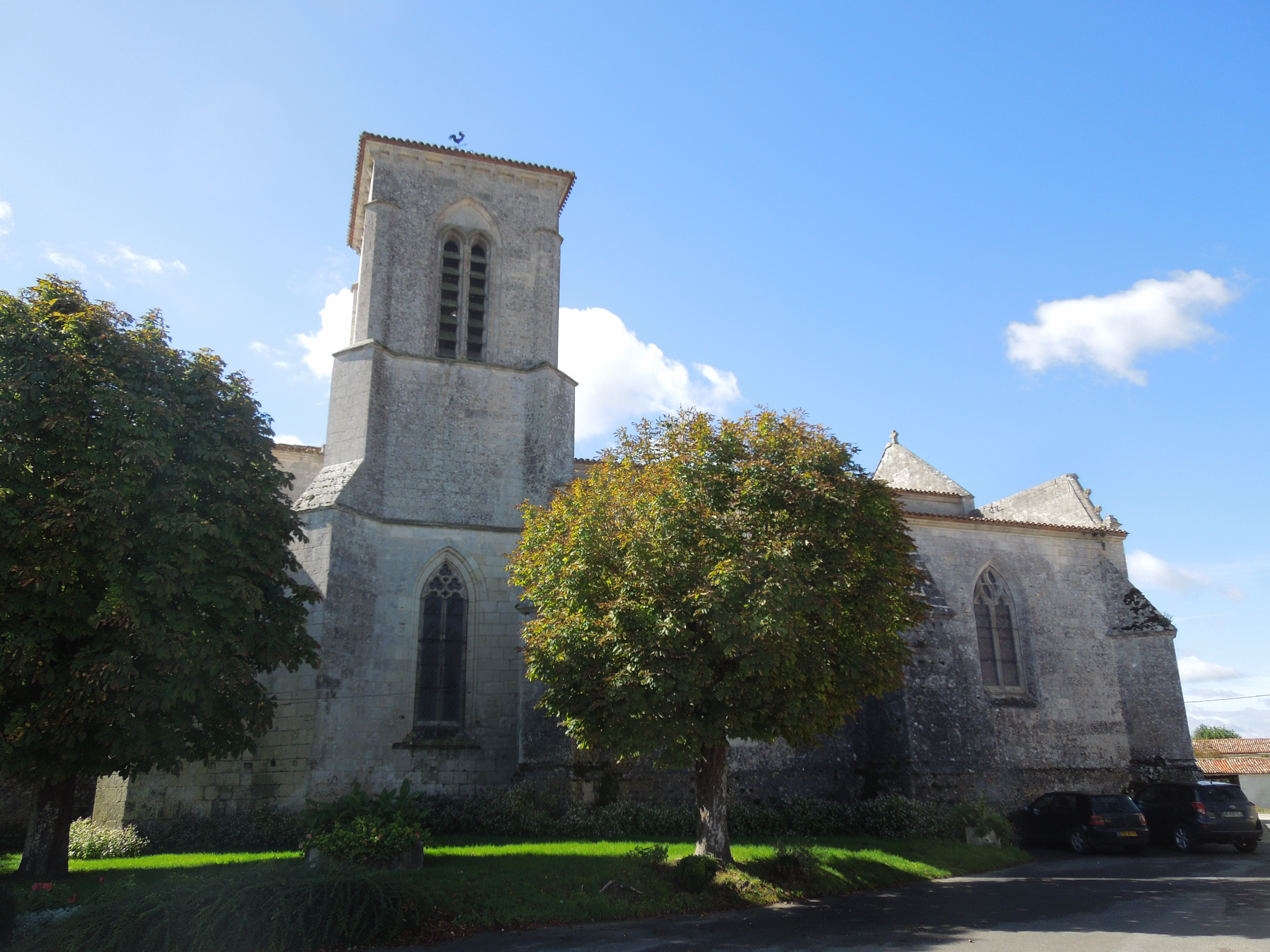
Clocher
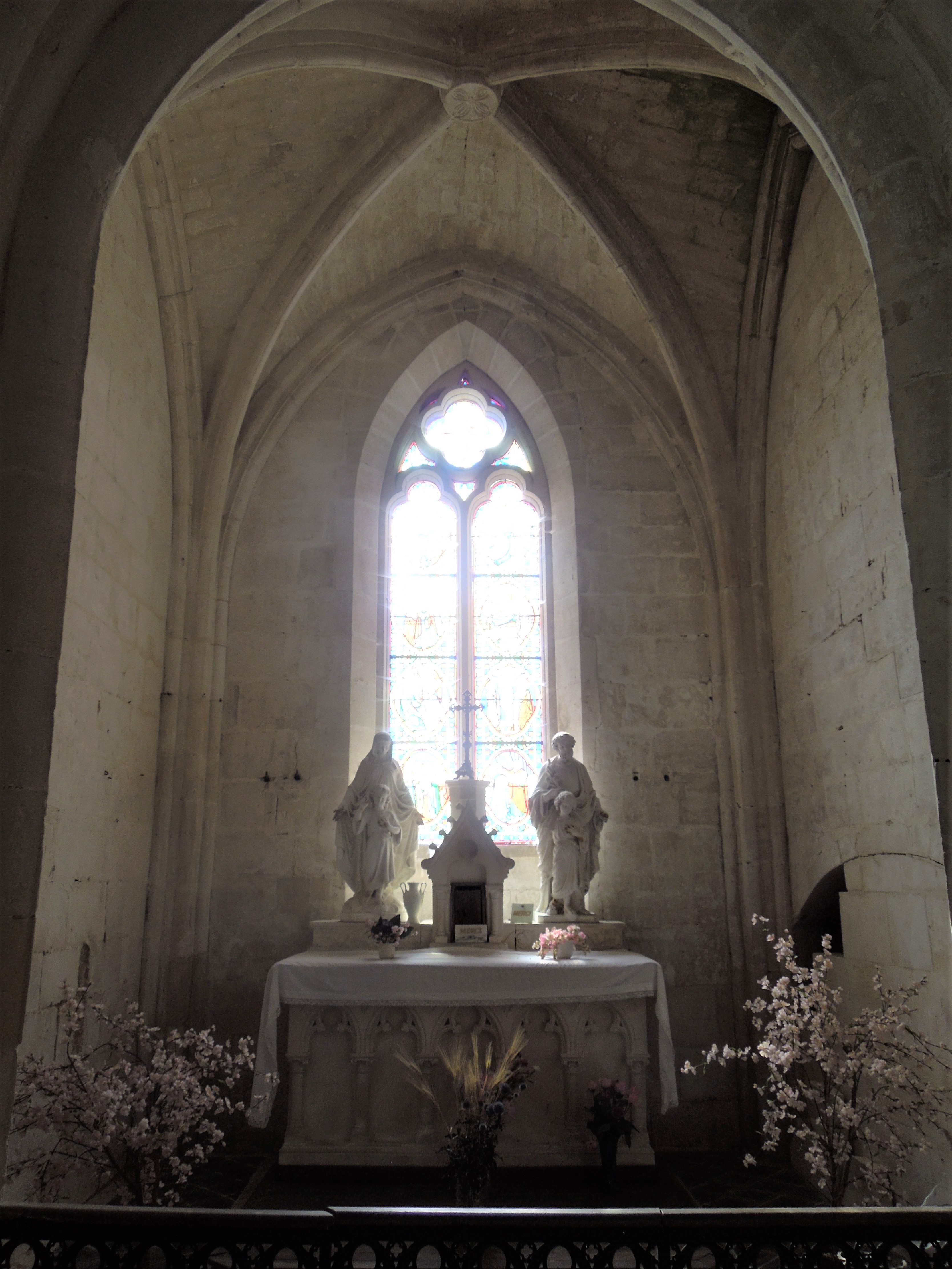
l'église Sainte-Lheurine
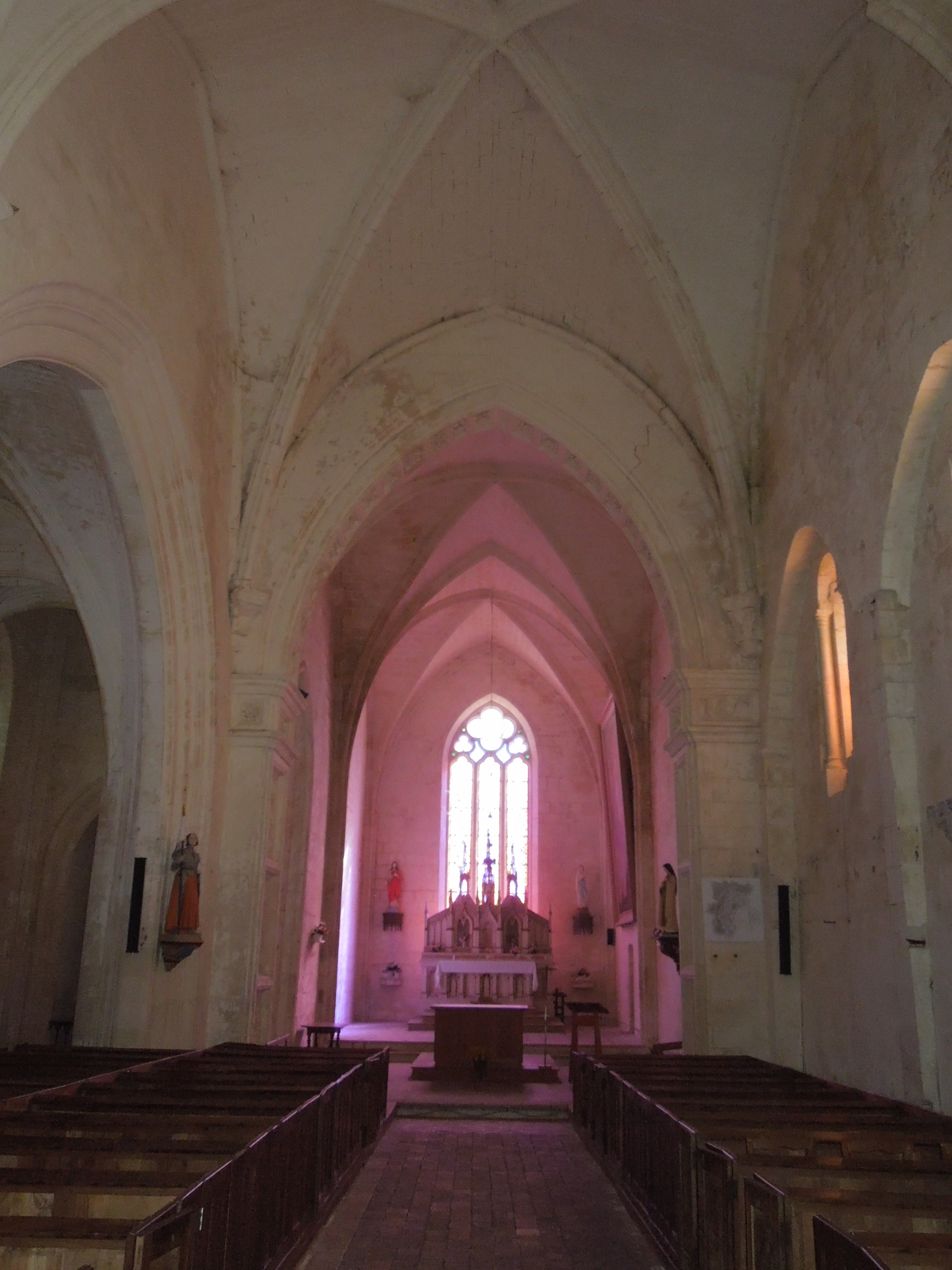
la nef
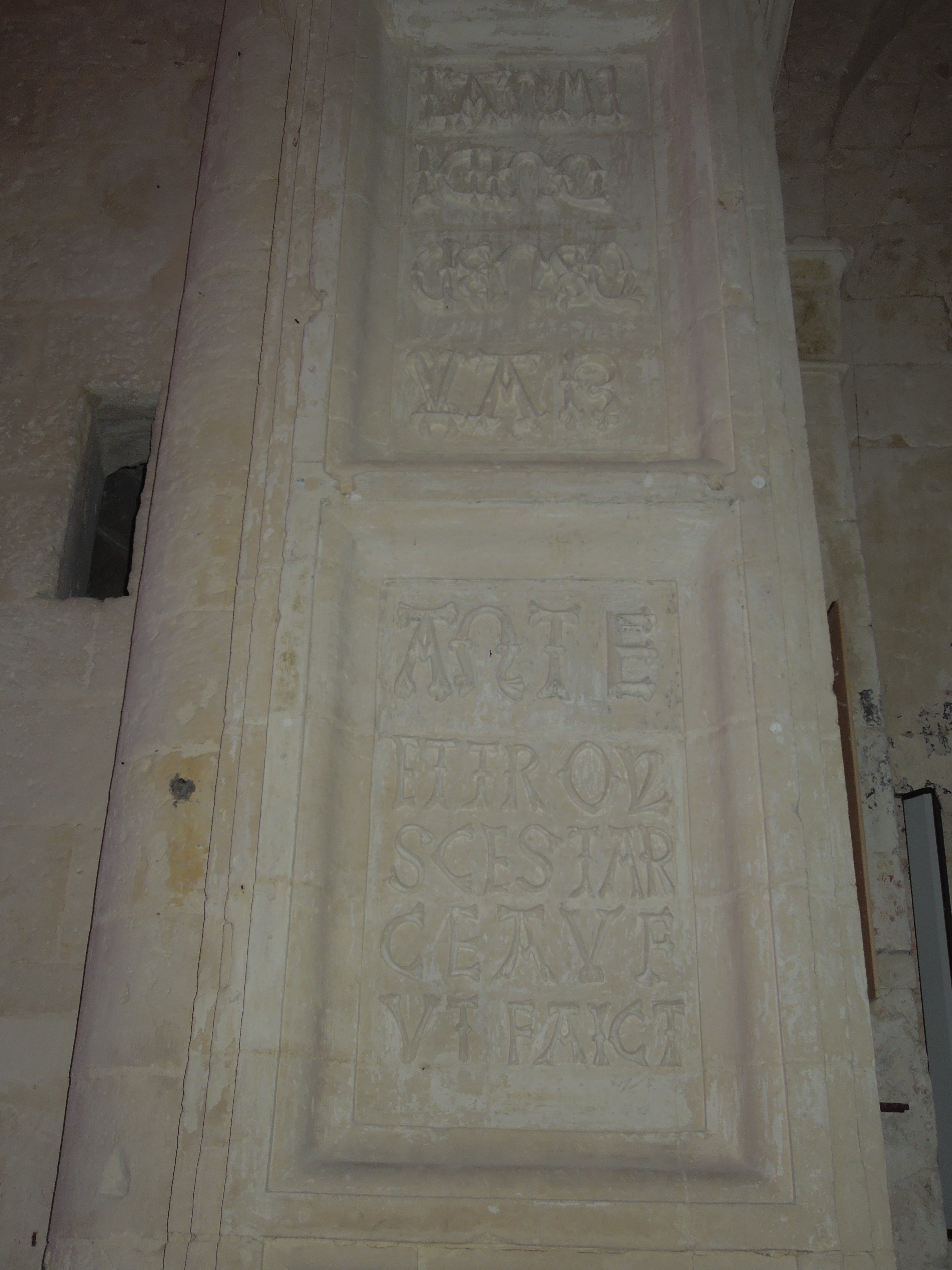
détail d'une colonne
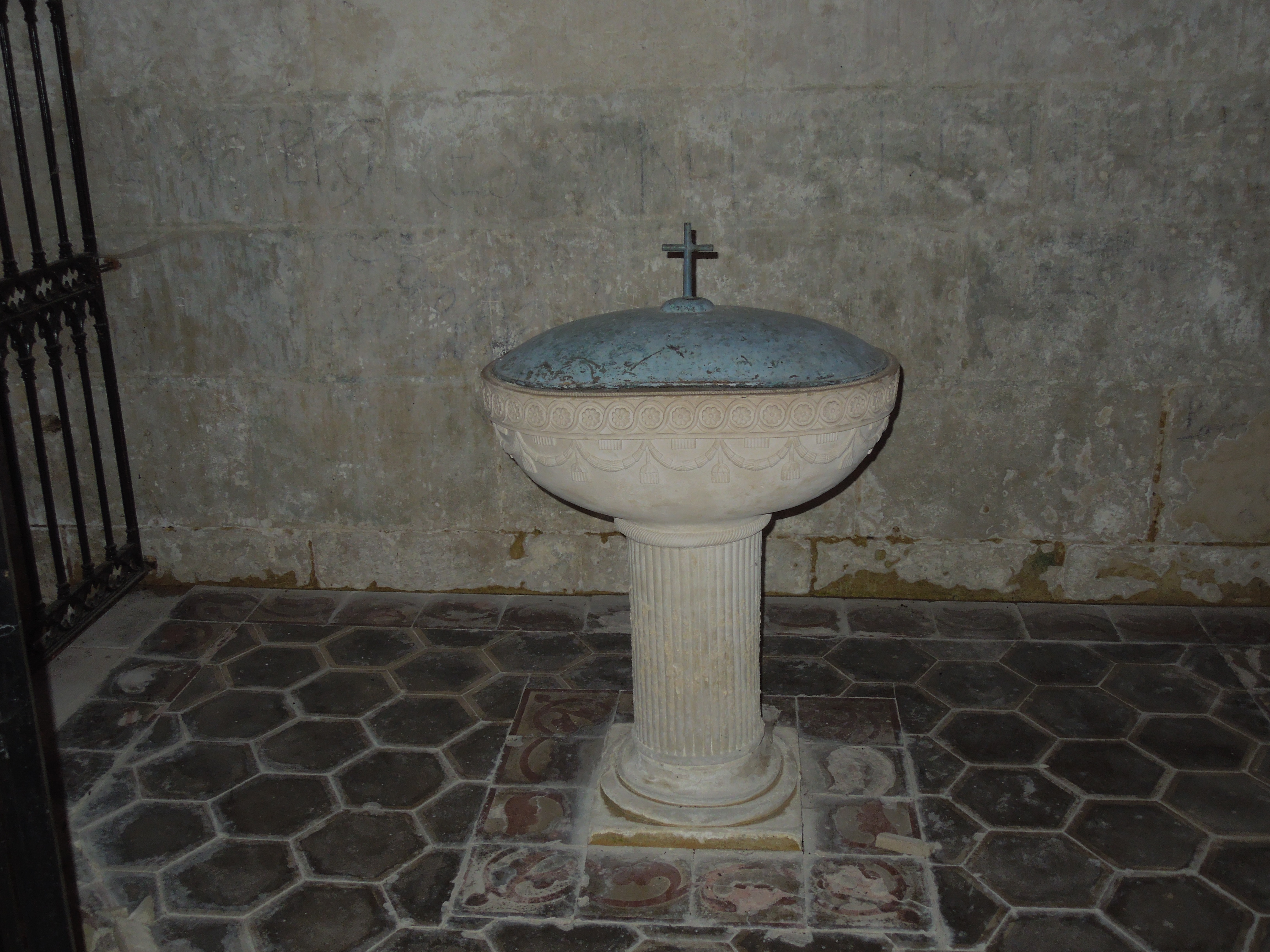
les fonts baptismaux